# 触頭
触頭（ふれがしら）とは、江戸時代に江戸幕府や藩の寺社奉行の下で各宗派ごとに任命された特定の寺院のこと。本山及びその他寺院との上申下達などの連絡を行い、地域内の寺院の統制を行った。
室町幕府に僧録が設置され、諸国においても大名が類似の組織をおいて支配下の寺院の統制を行ったのが由来である。寛永12年（1635年）に江戸幕府が寺社奉行を設置すると、各宗派は江戸もしくはその周辺に触頭寺院を設置した。浄土宗では増上寺、浄土真宗では浅草本願寺・築地本願寺、曹洞宗では関三刹が触頭寺院に相当し、幕藩体制における寺院・僧侶統制の一端を担った。
また、狩野派（江戸狩野）にも同名の役職があるが（頭取とも呼ばれる）、こちらは内裏や江戸城の造営で狩野派を統率、各部屋の絵様案と筆者を決める権限があった。幕府の命令を一門の絵師達へ伝達し幕府と絵師との間に情報を差配する役割上権力が集中、狩野派の絵師達に絶大な権力を行使出来る立場にあった。いつ設けられたか不明で狩野探幽が初代触頭と推測されているが、新設された訳ではなく権限が時と共に確立されたと見られている。世襲ではなく狩野派の長老と目された絵師が1代限りで就任していたとされ、探幽以後は弟の狩野安信が触頭になったが、後に木挽町狩野家が幕府の裁可を仰いだ上で触頭を担当していった。